# 今江冬子
今江 冬子（いまえ ふゆこ、1963年10月12日 - 2024年4月30日）は、日本の舞台女優。オフィススリーアイズ所属。主にコメディエンヌとして活動。

## 生涯
作家今江祥智の一人娘として東京に生まれ、1968年4月から京都市上賀茂に育つ。1971年春、両親が協議離婚したことにより父と二人暮らしになる。父の作品である『優しさごっこ』『冬の光』には、あかりの名で登場。
高校時代、佐藤信や唐十郎や寺山修司の芝居に熱中し、吉田日出子主演の「上海バンスキング」を観て演劇を志す。高校卒業後、18歳で上京し、無名塾とオンシアター自由劇場（串田孫一の息子で、父祥智の友人である串田和美が主宰）を受験して自由劇場に合格、研究生となる。
1985年12月、串田和美作・演出の「幻の水族館」で役者としてデビュー。稽古中の事故による半月板損壊で約半年間の療養生活を経て、自由劇場に復帰。1988年に念願だった「上海バンスキング」の映画版で吉田日出子との共演を果たす。
1991年から劇団健康に参加していたが、1992年に劇団が解散。1993年からナイロン100℃に参加。2003年の妊娠を機に、演劇活動を休止中である。
2024年4月30日、死去。数年前から病気療養中であった。60歳没。